# Gilles Martinet
Gilles Martinet, detto Arval (Parigi, 8 agosto 1916 – Parigi, 29 marzo 2006), è stato un giornalista, partigiano, politico e diplomatico francese.
È stato tra i fondatori del Partito Socialista Unificato, passando poi al Partito Socialista, nel 1972.

## Biografia
Gilles Henry Auguste Albert Martinet era figlio di Henry Martinet, architetto paesaggista, e di Colette Walwein. Nel 1938 sposò Iole Buozzi (1916-2007), figlia di Bruno Buozzi, deputato e sindacalista antifascista, all'epoca rifugiato a Parigi con la famiglia. Da questo matrimonio nacquero due figlie, una delle quali, Michèle, sposata con Alain Krivine, leader della Lega comunista rivoluzionaria (LCR).
Diplomato a 16 anni, Gilles Martinet dovette interrompere gli studi nel 1936 alla morte del padre, che era stato rovinato dalla crisi del 1929.
Divenne allora redattore all'Agence Havas, e poi, lavorando, riprese gli studi fino ad una laurea breve in lettere e al successivo diploma di studi superiori di storia.
Nei primi anni 1930, al momento del Fronte popolare, divenne segretario dell'Unione degli studenti comunisti di Parigi. Aderì al Partito Comunista Francese nel 1935, partecipò al congresso del 1937, ma lo lasciò nel 1939, dopo i processi stalinisti di Mosca.

### La resistenza, il giornalismo
Entrato nella Resistenza francese nel 1941, passò in clandestinità nel 1943, partecipando alla pubblicazione di giornali clandestini come l'Insurgé, animato da ex del Parti socialiste ouvrier et paysan
.
Nel 1944 assunse la direzione dell'Office français d'information aux États-Unis (OFI), servizio che era stato creato nel 1935 e che aveva aderito a France libre nel 1940 con il nome di Servizi d'informazione della Francia libera. La soppressione dell'OFI fu decisa dalla legge del 9 aprile 1944. Durante l'insurrezione parigina del 20 agosto 1944, alcuni giornalisti resistenti, tra cui Gilles Martinet, si impadronirono degli uffici dell'OFI e proclamarono la creazione dell'Agenzia francese di stampa, che divenne l'Agence France-Presse il 30 settembre 1944.
Martinet, caporedattore, mantenne questa funzione fino al 1947, quando rifiutò di censurare informazioni sulla guerra d'Indocina, in particolare le dichiarazioni del Vietminh. Il governo gli impose allora di lasciare la direzione, ma la solidarietà del personale impose il suo reintegro ed egli fu eletto segretario del comité d’entreprise  nella lista della CGT. Nel 1950, con Claude Bourdet e Roger Stéphane, creò L'Observateur. Il giornale prese il nome L’Observateur d'Aujourd’hui nel 1953 e France Observateur nel 1954. Martinet ne fu redattore capo dal 1950 al 1964, quando Claude Perdriel acquistò il giornale, che divenne Le Nouvel Observateur. Con la nuova proprietà Gilles Martinet mantenne il posto di amministratore fino al 1985.

### Dal PSU al PS
Parallelamente all'attività giornalistica, Martinet proseguì il proprio percorso politico. Nel 1945 si era unito a un gruppo che, attorno a trotskisti come Maurice Nadeau, Pierre Naville o David Rousset, pubblicava una rivista marxista, La Revue Internationale.
Nel settembre 1949 lo troviamo membro della direzione e dell'ufficio permanente del Parti socialiste unitaire (France) (PSU). Rifiutando la condanna del titismo pretesa dall'alleato comunista, lasciò il PSU e promosse, insieme con Pierre Stibbe e Pierre Naville un comitato di collegamento dei movimenti progressisti che divenne poi l'Union progressiste. Dopo le elezioni legislative del 1951, partecipò, insieme a Claude Bourdet, ai vari tentativi di aggregazione della «nuova sinistra», che portarono alla creazione dell'Unione della sinistra socialista, di cui divenne segretario generale (1958-1960).
Dall'aprile 1950 e fino al 1964 la maggior parte dell'attività militante di Martinet si sviluppò sul settimanale L'Observateur, poi France Observateur, che svolse un ruolo fondamentale nelle lotte anticoloniali e nella ricostruzione dei nuovi movimenti di sinistra.
Nell 1958 fece parte dell'ufficio nazionale dell'Union des forces démocratiques (UFD)
. 
Fu poi uno dei fondatori del Partito Socialista Unificato (PSU), di cui fu segretario nazionale aggiunto con Henri Longeot, dal 1960 al 1967.
Il suo impegno contro la guerra d'Algeria fece di lui uno dei bersagli della repressione governativa e di attacchi fisici degli ultras (il suo appartamento di boulevard Flandrin (Parigi) fu oggetto di un attentato al plastico nel 1962).
Segretario generale aggiunto del PSU nel 1965, entrò nella direzione del partito con il sostegno di Édouard Depreux. Nel 1967 propose l'adesione del PSU alla Federazione della Sinistra Democratica e Socialista. Sconfitto da Michel Rocard con una mozione che sosteneva il mantenimento dell'«autonomia» del PSU, ed escluso per ciò dalla maggioranza del partito, uscì anche dalle istanze nazionali dello stesso.
Creò allora con altre «minoranze» del partito, in particolare Henri Longeot e Harris Puisais, la rivista Pouvoir socialiste, che permetteva loro di difendere le proprie posizioni.
Si allontanò sempre più dalla direzione del PSU, condannando così senza sfumature le posizioni di Jacques Sauvageot al momento del maggio 68.
Infine lasciò il PSU, nel febbraio 1972, e si unì al Partito Socialista (PS), militando nella corrente guidata da Jean-Pierre Chevènement, il CERES.
Divenne membro del comitato esecutivo del PS nel 1973, ma ruppe con Chevènement l'anno successivo, quando Michel Rocard si unì al PS e Martinet divenne uno degli animatori della corrente «rocardiana».
Diventò segretario nazionale del PS, incaricato degli studi, fino al passaggio dei rocardiani in minoranza, dopo il congresso di Metz del 1979. Quell'anno fu eletto deputato europeo nella lista del Partito socialista.
Dopo la vittoria della sinistra, nel 1981, fu nominato da Pierre Mauroy ambasciatore di Francia in Italia, posizione che occupò fino al 1984.
Tornato in Francia, Martinet si ritirò dalla politica attiva assumendo un ruolo da «vecchio saggio» del movimento socialista, e pubblicando regolarmente opere di riflessione e di memoria. Su richiesta di Jean-François Perthuis riprese un'attività giornalistica nel 1986-1987 a Le Matin de Paris con una cronaca settimanale di politica internazionale. 
Molto malato, diventato progressivamente invalido, si mostrò fino in fondo appassionato di politica e analista e testimone fondamentale del lungo periodo politico che aveva attraversato dal Fronte popolare all'inizio del XXI secolo. Al suo funerale parteciparono molte personalità della sinistra, a rappresentare fisicamente il rilievo della sua presenza nella storia della sinistra francese.
.

## Onorificenze
- Comandante della Legion d'onore (1998)
- Comandante dell'Ordre national du Mérite
- Comandante dell'Ordre des Arts et des Lettres
- Cavaliere di gran croce dell'Ordine al merito della Repubblica italiana
- Comandante dell'Ordre de l'Honneur
- Ufficiale dell'Ordre du Ouissam alaouite
- Presidente nel 1989, poi presidente onorario, del Comitato di Parigi della Società Dante Alighieri.

## Pubblicazioni
- Gilles Martinet, L'Observateur engagé, Paris, JC Lattès, 22 septembre 2004, 269 p. (ISBN 978-2-7096-2533-3 et 2709625334)
- Gilles Martinet, Les Clés de la Ve République : de Gaulle, Pompidou, Giscard d'Estaing, Mitterrand, Chirac : essai suivi de Mendès France, le contre-exemple, Paris, Seuil, coll. « Histoire », 10 février 2002, 155 p. (ISBN 978-2-02-051758-4 et 2020517582)
- Gilles Martinet, Une certaine idée de la gauche, 1936-1997, Paris, O. Jacob, 1997 (ISBN 978-2-7381-0529-5)
- Le Réveil des nationalismes français, Paris, Editions du Seuil, coll. « Essai politique », avril 1994, 138 p. (ISBN 978-2-02-021552-7 et 2020215527)
- Prague - avenir d'une ville historique capitale - L'aube Eds De - 01/1992
- Gilles Martinet, Les Italiens, Paris, B. Grasset, 7 mars 1990, 323 p. (ISBN 978-2-246-39741-0)
- Gilles Martinet, Cassandre et les tueurs : cinquante ans d'une histoire française, Paris, B. Grasset, 3 avril 1986, 269 p. (ISBN 978-2-246-35751-3 et 2246357519)
- Le Système Pompidou - coll : "Hist.Immed", Seuil 1973 (ISBN 978-2020023160)
- Revue Faire Le Reflux américain - décadence ou renouveau des États-Unis ? – Seuil
- Sept Syndicalismes - Grande-Bretagne, RFA, Suède, Italie, France, États-Unis, Japon. – Seuil
- Les Cinq Communismes : russe, yougoslave, chinois, tchèque, cubain – Seuil - 1971
- La Conquête des pouvoirs - Seuil - 1968
- Le Marxisme de notre temps - Julliard - 1962
- Un'amicizia difficile. Conversazioni su due secoli di relazioni italo-francesi - con Sergio Romano e Michele Canonica - Ponte alle Grazie - Milano - 2001
- Guillaume Perrault, Génération Battisti: Ils ne voulaient pas savoir, 2005, prefazione di Gilles Martinet.